# Aranđelovac
Aranđelovac (serbocroata cirílico: Аранђеловац) es un municipio y villa de Serbia perteneciente al distrito de Šumadija del centro del país.
En 2011 tenía 46 225 habitantes, de los cuales 24 797 vivían en la villa y el resto en las 18 pedanías del municipio. La mayoría de la población se compone étnicamente de serbios (44 581 habitantes), existiendo una minoría de gitanos (382 habitantes).
Se ubica unos 40 km al noroeste de Kragujevac.

## Pedanías
Junto con Aranđelovac, pertenecen al municipio las siguientes pedanías:
| - Banja - Bosuta - Brezovac - Bukovik - Venčane - Vrbica - Vukosavci - Garaši - Gornja Trešnjevica | - Darosava - Jelovik - Kopljare - Misača - Orašac - Progoreoci - Ranilović - Stojnik - Tulež |

## Clima
| Parámetros climáticos promedio de Aranđelovac | Parámetros climáticos promedio de Aranđelovac | Parámetros climáticos promedio de Aranđelovac | Parámetros climáticos promedio de Aranđelovac | Parámetros climáticos promedio de Aranđelovac | Parámetros climáticos promedio de Aranđelovac | Parámetros climáticos promedio de Aranđelovac | Parámetros climáticos promedio de Aranđelovac | Parámetros climáticos promedio de Aranđelovac | Parámetros climáticos promedio de Aranđelovac | Parámetros climáticos promedio de Aranđelovac | Parámetros climáticos promedio de Aranđelovac | Parámetros climáticos promedio de Aranđelovac | Parámetros climáticos promedio de Aranđelovac |
| Mes                                           | Ene.                                          | Feb.                                          | Mar.                                          | Abr.                                          | May.                                          | Jun.                                          | Jul.                                          | Ago.                                          | Sep.                                          | Oct.                                          | Nov.                                          | Dic.                                          | Anual                                         |
| --------------------------------------------- | --------------------------------------------- | --------------------------------------------- | --------------------------------------------- | --------------------------------------------- | --------------------------------------------- | --------------------------------------------- | --------------------------------------------- | --------------------------------------------- | --------------------------------------------- | --------------------------------------------- | --------------------------------------------- | --------------------------------------------- | --------------------------------------------- |
| Temp. máx. media (°C)                         | 3.0                                           | 6.0                                           | 11.5                                          | 16.3                                          | 21.1                                          | 24.4                                          | 26.5                                          | 26.6                                          | 23.0                                          | 17.4                                          | 9.8                                           | 4.7                                           | 15.9                                          |
| Temp. media (°C)                              | -0.3                                          | 2.2                                           | 6.5                                           | 10.9                                          | 15.6                                          | 18.9                                          | 20.5                                          | 20.4                                          | 17.0                                          | 12.2                                          | 6.1                                           | 1.7                                           | 11                                            |
| Temp. mín. media (°C)                         | -3.5                                          | -1.5                                          | 1.5                                           | 5.6                                           | 10.1                                          | 13.5                                          | 14.6                                          | 14.3                                          | 11.0                                          | 7.0                                           | 2.5                                           | -1.3                                          | 6.2                                           |
| Precipitación total (mm)                      | 51                                            | 47                                            | 49                                            | 58                                            | 81                                            | 88                                            | 76                                            | 54                                            | 54                                            | 48                                            | 61                                            | 66                                            | 733                                           |
| Fuente: Climate-Data.org                      |                                               |                                               |                                               |                                               |                                               |                                               |                                               |                                               |                                               |                                               |                                               |                                               |                                               |